# Royall T. Moore
Royall T. Moore (1930-Coleraine, Irlanda del Norte, 17 de agosto de 2014) fue un botánico, micólogo estadounidense.

## Algunas publicaciones
- 1959. The Genus Berkleasmium. Mycologia 51 ( 5 ): 734-739

- 1957. Index to the Helicosporae: Addenda. Mycologia 49 ( 4 ): 580-587

- 1955. Index to the Helicosporae Mycologia 47 ( 1 ): 90-103

### Libros
- 1987. Deuteromycete studies. Collected mycological papers. 180 pp. 31 fig. Bibliotheca Mycologica, tomo 108. ISBN 978-3-443-59009-3

- 1972. Ustomycota, a new division of higher fungi. Veenman & Zonen B.V. 18 pp.

- 1953. The North Central Helicosporae. 15 pp.

- La abreviatura «R.T.Moore» se emplea para indicar a Royall T. Moore como autoridad en la descripción y clasificación científica de los vegetales.[2]